# Schizobrachiella sanguinea
Schizobrachiella sanguinea is een mosdiertjessoort uit de familie van de Schizoporellidae. De wetenschappelijke naam van de soort is', als Hemeschara sanguinea, voor het eerst geldig gepubliceerd in 1868 door Norman.